# Chichester
|  | Aquest article tracta sobre la ciutat anglesa. Vegeu-ne altres significats a «Chichester (desambiguació)». |

Chichester (pronunciat /ˈtʃɪtʃᵻstər/) és un municipi del Regne Unit, situat al sud-oest del comtat de West Sussex (Anglaterra) i és també la capital del comtat. Ja existia en època romana, quan el seu emplaçament a prop d'un port natural va ser decisiu, però va esdevenir important arran de la construcció de la catedral. Va ser seu d'un bisbat des del segle xii. Actualment és una ciutat principalment turística.

## Geografia

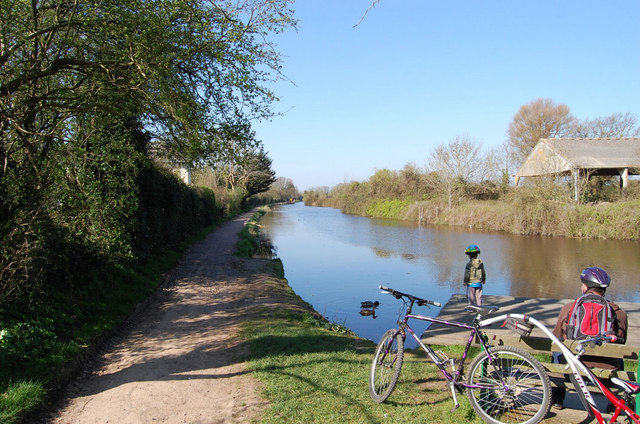
Canal de Chichester.

La ciutat de Chichester es troba a la vora del riu Lavant, al sud de la seva sortida de la zona de turons anomenada South Downs. Aquest riu baixa sec durant els mesos d'estiu i perd part del seu flux, en filtracions subterrànies, abans d'entrar a la ciutat. Més enllà de la ciutat esta el port de Chichester, on desemboca el riu al canal de la Mànega.
El seu terme municipal és considerat àrea protegida pel seu paisatge carregat de vestigis històrics; alguns edificis de Chichester estan catalogats com a patrimoni nacional de grau I i II. Al nord és on està la part més antiga que requereix una especial cura i conservació, aquesta zona se centra on estava l'antic Graylingwell Hospital i s'estén fins al canal ja restaurat.

## Història
Època romana
Chichester està a la zona on es creu que els romans van iniciar la seva conquesta de l'illa l'any 43 dC; en la seva proximitat, a Fishbourne, estan les ruïnes d'un important palau romà i la mateixa ciutat de Chichester està construïda sobre les restes de l'antiga Noviomagus Reginorum, capital de la regió en aquella època. Aquest nom romà porta l'epítet Reginorum que indica que era una ciutat habitada pels regnenses o regni, un grup pertanyent als atrebats. Una via romana, sortia de la porta est, que actualment s'anomena Stane Street i enllaçava amb Londinum; una altra via romana sortia de la porta nord i enllaçava amb Calleva Atrebatum . L'actual plànol de la ciutat encara conserva la distribució de carrers romana: hi ha un mercat central des del qual sorgeixen dos carrers un de nord a sud i un altre d'oest a est.
La muralla romana tenia 2m de gruix amb una rasa molt pronunciada (que més endavant es va aprofitar per canalitzar el riu Lavant) que va sobreviure mil cinc-cents anys. Sota el carrer Tower Street, quan s'anava a construir un aparcament soterrani, es van trobar les restes d'uns banys romans i es va decidir condicionar el lloc per obrir-lo als visitants, el museu encarregat del qual va ser inaugurat el 8 de juliol del 2012.
A Chichester hi havia també un amfiteatre, construït vers l'any 80 dC fora de les muralles, a prop de la porta est. En l'actualitat és un parc però la silueta ovalada de l'amfiteatre és clarament distingible.
Època anglosaxona
Segons narra la Crònica anglosaxona, Aelle va prendre la ciutat als romans al segle v i li va canviar el nom, que es diria Chichester en honor del seu fill Cissa i la va convertir en la capital del Regne de Sussex.
La catedral dels anglosaxons de Sussex es va construir l'any 681 al costat de l'abadia de Selsey; això va fer que la seu bisbal s'establís a Chichester l'any 1075.
Chichester va ser una de les ciutats marcades pel rei Alfred el Gran per mantenir-les fortificades. Segons es pot comprovar en el Burghal Hidage, un registre cadastral de començaments del segle x, era una ciutat amb a un territori molt extens, que incloïa 1500 hides (1 hide = 120 acres), la unitat de terra que un soldat havia de defensar en cas d'emergència. Al sistema defensiu ja existent, les muralles, se'n van afegir torres de vigilància als turons propers que feien servir llanternes per comunicar-se i la cadena de comunicació arribava fins a Londres.
Època normanda
Quan es van recollir dades per fer el Domesday Book, Chichester tenia 300 llars i una població de 1.500 persones i hi havia un molí. Després de la batalla de Hastings el govern de la ciutat va ser confiat a Roger de Montgomerie, primer comte de Shrewsbury, en recompensa pel seu coratge en la batalla. Aquest comte va fer construir un castell que va ajudar a consolidar el poder normand, però Chichester no va romandre per gaire temps sota aquesta família, ja que el 1104 el tercer comte en va perdre el seu govern. Vers el 1143 el comte d'Arundel (també conegut com a comte de Sussex) era el terratinent més poderós. El 1250 es va crear una subdivisió administrativa inferior al comtat, el rape, que va durar fins al 1262, el territori del rape de Chichester pertanyia anteriorment al rape d'Arundel i n'era la seva part occidental amb el castell com a centre administratiu.
De l'edat mitjana a l'actualitat
El 1125 el rei Esteve de Blois va donar a la ciutat una carta de privilegis i llibertats, amb la qual va esdevenir una important ciutat de mercaders i sobretot s'exportava llana mitjançant el seu port, que en aquella època era més fondo i podia acollir vaixells grans. Altres indústries que es van desenvolupar van ser: fàbriques de cervesa, carnissers, ferrers, fusters, boters, carreters, sabaters i altres treballadors del cuir que feien selles de muntar i guants. Al segle xiii van arribar uns frares dominics que van fundar l'església de sant Joan i després es va instal·lar una comunitat de franciscans que van establir un hospital. El 1538 el rei Enric VIII va expulsar els frares. El segle xvi va viure un declivi del comerç de la llana, fet que va afectar negativament a la ciutat. Al segle xvii, durant la guerra civil, la ciutat va quedar dividida: mentre el bisbe donava suport al rei, la majoria dels mercaders donaven suport al parlament. La muralla va ser canoneja i gairebé destruïda.
El 1795 es va construir a Chichester un quarter militar, l'objectiu era acabar amb el Hawkhurst Gang un grup de bandolers que operava principalment pel sud-est d'Anglaterra. Set membres d'aquest grup van ser condemnats a mort per un tribunal de la ciutat i van ser penjats.
Durant el segle xix la ciutat va augmentar considerablement i es va construir un nou barri, anomenat Newtown. El mercat estava tan col·lapsat de gent que resultava poc higiènic i es va decidir construir un nou edifici per als productes més delicats, com ara la mantega, que van anomenar Butter Market i es va desplaçar el mercat de bestiar als afores de la ciutat. El 1847 es va construir una estació de ferrocarril, que enllaçava Chichester amb Brighton.
Durant la Segona Guerra Mundial va patir tres bombardeigs i el 1944 un avió americà que venia de França es va estavellar sobre l'amfiteatre romà. Les obres per refer la ciutat dels desperfectes de la guerra es van allargar fins a la dècada dels 1960.

## Administració
El consell que governa la ciutat està format per vint regidors que administren els quatre districtes de Chichester: nord, sud, est i oest. L'edifici de l'ajuntament està al carrer North Street i data del 1731; anteriorment el lloc de reunions era el Chichester Guildhall, una institució que aplegava representants gremials. Els edificis del districte electoral de Chichester i el del Comtat de West Sussex també estan en aquesta ciutat.

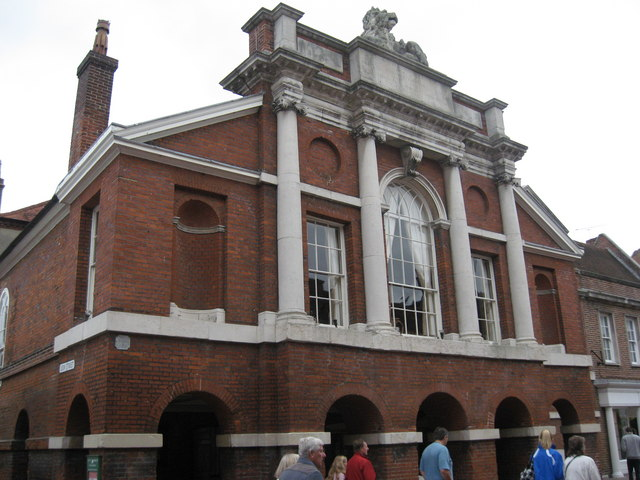
Ajuntament de Chichester

Chichester va gaudir durant 300 anys d'una consideració especial en política, això va ser abans que s'aprovessin al segle xix les lleis que van ampliar el dret de vot a tots els ciutadans. No obstant això, quan l'alcalde va restringir el vot únicament a homes lliures en les eleccions del 1660 per al Parlament de la Convenció que va organitzar la restauració de la monarquia, la Cambra dels Comuns va assenyalar que "durant vint-i-un parlaments, la gent comuna i els ciutadans, havien tingut veu en l'elecció dels membres que formarien part del Parlament, i que tot seguit el Comitè era de l'opinió, que la corporació d'aquest comtat, juntament amb els ciutadans lliures, tenien dret d'elecció " i va capgirar el resultat de les eleccions, triant el candidat elegit per la gent comuna de Chichester, en lloc de l'altre candidat, però es va haver d'empresonar l'anterior alcaldes durant dues setmanes, per desacatament a causa que es negava a abandonar el càrrec.

## Economia i clima
L'economia de Chichester gira entorn del turisme, alguns busquen satisfer la seva curiositat històrica i altres cerquen estar en contacte amb el mar en un lloc atemperat. Diversos ports esportius estan situats a la zona, juntament amb establiment relacionats. El clima especialment benigne fa que els visitants hi arribin tot l'any.Comparat amb la mitjana d'Anglaterra, té més hores de sol, al voltant de les 1.900 hores anuals. Els hiverns no són massa freds i els estius tampoc són massa calorosos.

## Agermanaments
Chichester té relacions d'agermanament amb:
- Chartres (França), des del 1957.
- Ravenna (Itàlia)

## Llocs d'interès

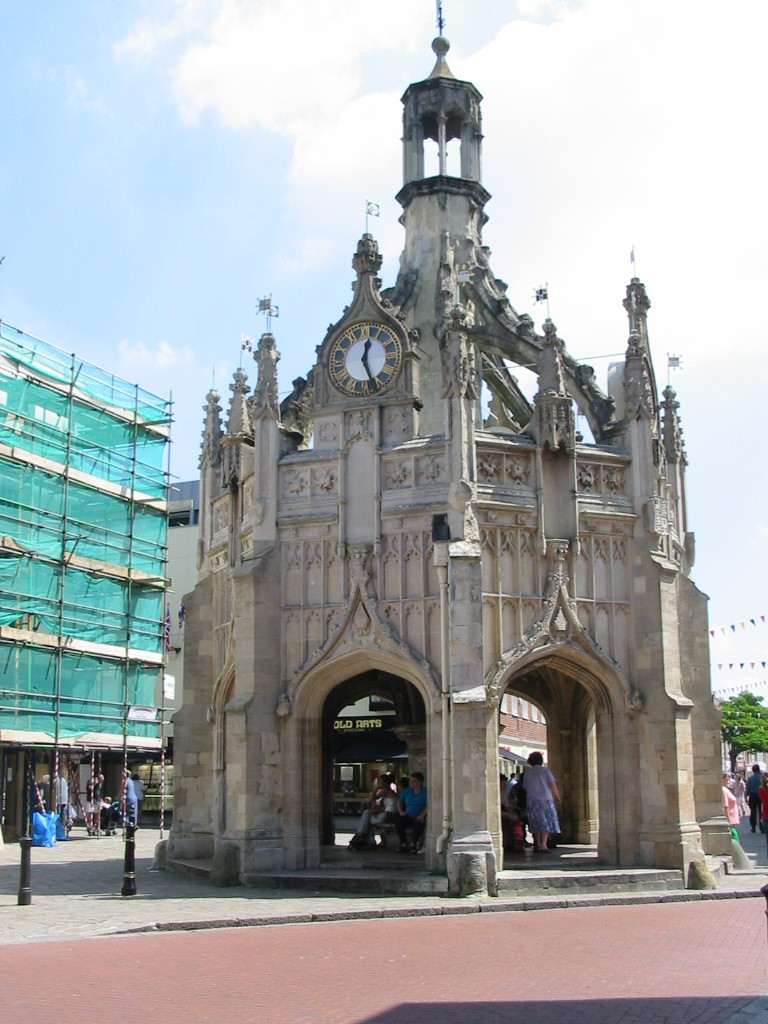
La cruïlla del mercat

- La catedral, dedicada a la Santíssima Trinitat.[14]
- L'església catòlica de sant Richard.
- L'església de sant Joan Evangelista, amb un impressionant púlpit de tres teuladins.
- El parc on està l'amfiteatre romà.
- El Mercat de la Mantega, dissenyat per John Nash el 1808, que encara funciona com a mercat d'aliments i al qual se li ha afegit un segon pis que fa de sala d'exposicions d'art.
- La cruïlla del mercat, un monument construït entre 1477 i 1503 per ordre del bisbe, que va ser reparat el 1746.[15]
- El planetari i museu de la ciència, que es va inaugurar el 2001.

## Esdeveniments culturals
- El festival de música i art, que dura quatre setmanes entre juny i juliol.
- El festival de teatre.[16]
- Les exposicions de la galeria Pallant House Gallery, que el 2007 va ser guardonada amb el  Gulbenkian Prize.[17]
- Una fira de jocs i diversions anomenada Sloe Fair que se celebra cada 20 d'octubre des del segle xii.[18]
- Festival Internacional de Cinema, que dura 18 dies del mes d'agost.
- El festival de lectura poètica, Chichester Open Mic, que s'acostuma a combinar amb actuacions de jazz.
- El festival de pintures mural, Chichester Street Art Festival.
- L'orquestra simfònica de Chichester fa actuacions setmanals i tres concerts a l'any.[19]